# Divij Sharan
Divij Sharan (Delhi, 1986. március 2. –) indiai hivatásos teniszező. Elsősorban páros tornákon ér el eredményeket. Karrierje során 1 ATP-tornát nyert párosban.

## ATP-döntői

### Páros

#### Győzelmei (1)
| Összesítés                                            | Összesítés |
| ----------------------------------------------------- | ---------- |
| Grand Slam-torna                                      | (0)        |
| ATP World Tour Masters 1000 / ATP Masters Series      | (0)        |
| ATP World Tour 500 Series / International Series Gold | (0)        |
| ATP World Tour 250 Series / International Series      | (1)        |
| ATP World Tour Finals / Tennis Masters Cup            | (0)        |

|   | Dátum           | Torna                       | Borítás | Partner    | Ellenfelek a döntőben                | Eredmény a döntőben |
| 1 | 2013. január 1. | Claro Open Colombia, Bogotá | Kemény  | Purav Raja | Édouard Roger-Vasselin Igor Sijsling | 7-6(4), 7-6(3)      |